# Giuseppe Langella (pugile)
Giuseppe Langella (Torre Annunziata, 15 aprile 1981) è un ex pugile italiano, campione italiano dei pesi welter nel 2009 e nel 2011.

## Carriera
Cresciuto nella Boxe Vesuviana di Torre Annunziata, è stato campione d'Italia dei Novizi nel 1999. Dopo qualche match da dilettante, il 30 settembre 2005 inizia la carriera da professionista. Dopo 18 incontri disputati con risultati altalenanti, il 19 settembre 2008, per la sigla WBF conquista il titolo del Campionato del Mediterraneo nei pesi welter battendo Fabio Liggieri. Il successivo 12 dicembre si conferma campione anche per la sigla IBF vincendo contro Morgan Milan per KOT al 7º round. Si conferma campione IBF anche nel 2009 quando vince ai punti contro Michele Mottolese.
Il 14 aprile 2009 si laurea Campione d'Italia dei pesi welter vincendo ai punti contro Italo Brussolo, titolo che cederà il 23 aprile dell'anno successivo ad Antonio Lauri.
Il 16 settembre 2011 riconquista il massimo titolo nazionale, battendo ai punti Rocco Di Palmo, titolo che conserverà nella difesa contro Gianluca Frezza del successivo 5 dicembre, ma il 23 marzo 2012 la FPI proclama Frezza vincitore perché Langella risulta positivo all'antidoping.
Transitato nella categoria dei pesi superwelter, il 29 giugno 2013 sul ring di Arezzo, tenta l'assalto alla corona dei Campionati di pugilato dell'Unione europea ma è sconfitto per KOT al 6º round da Orlando Fiordigiglio.